# Kovács György (színművész)

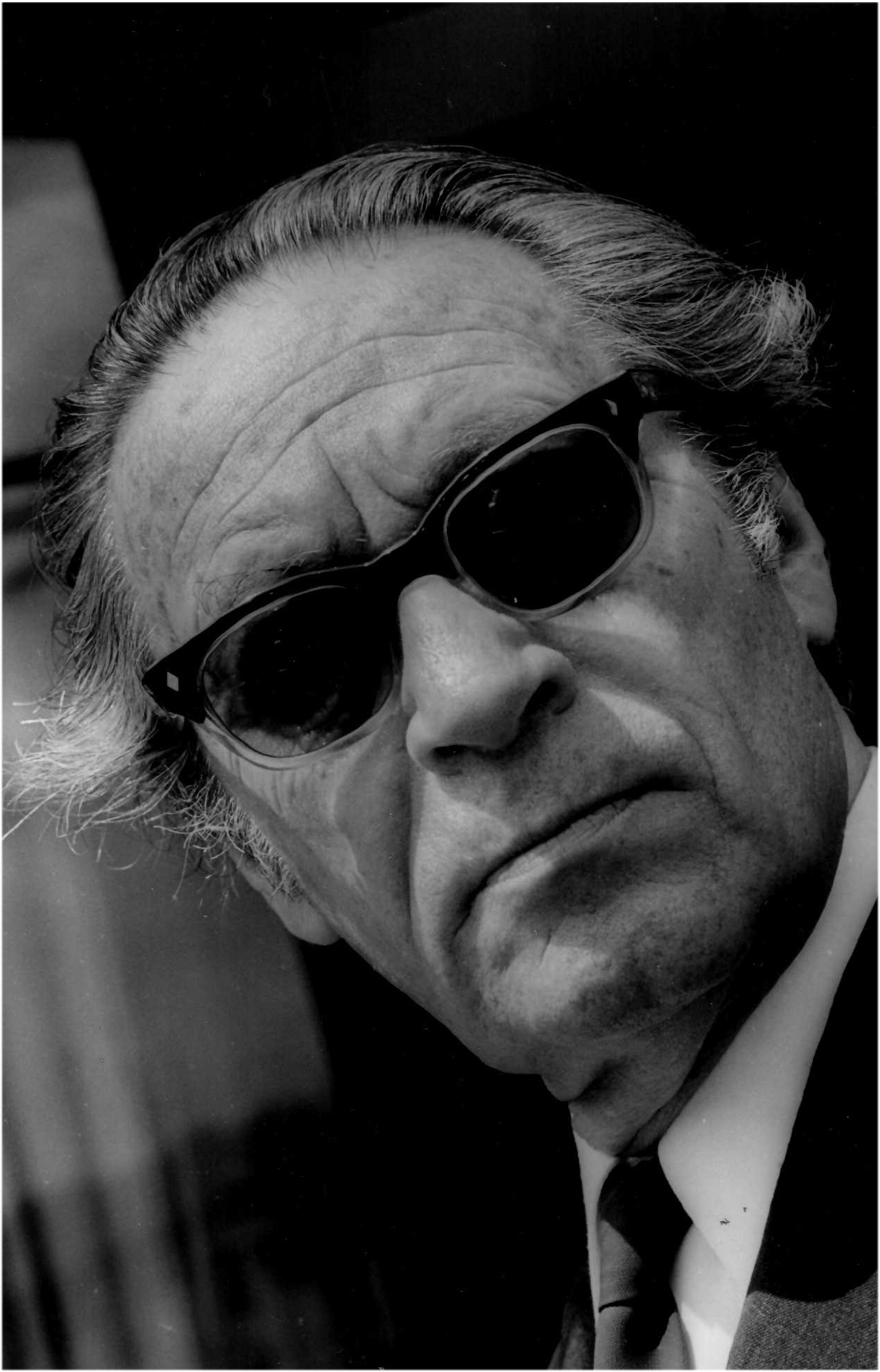
Csomafáy Ferenc felvétele

Kovács György (Kolozsvár, 1910. február 22. – Kolozsvár, 1977. november 8.) erdélyi magyar színművész, drámaíró, előadóművész.

## Életútja
A kolozsvári Unitárius Kollégiumban érettségizett, művészi pályafutását szülővárosában a Magyar Színházban kezdte, s erdélyi szerzők műveiben nyújtott kiváló alakításaival, a két világháború közt divatos társalgási színművek szerepeinek megformálásával a vezető színészszemélyiségek közé emelkedett.
Versmondó művészete is népszerűvé tette. Stílusteremtő korszaka az 1940-es évek második felében kezdődött, amikor a marosvásárhelyi Székely Színház alapító tagjainak egyike. Az együttes vezető művészeivel, Tompa Miklóssal, Szabó Ernővel, Delly Ferenccel együtt az erdélyi színjátszás realista hagyományaira, a szép beszéd kultuszára alapozva színjátszó stílusát az értelmi hatásfok növelése és a modern lélektan felfedezéseinek hasznosítása irányába fejlesztette. Ezt a színházszemléletet oltotta be számos színésznemzedékbe 1950-től a kolozsvári, majd a marosvásárhelyi Szentgyörgyi István Színművészeti Főiskola tanáraként. Az 1970-es években ismét Kolozsvárra szerződött, s Luigi Pirandello IV. Henrik című darabjának rendezése közben érte a halál.
Híres alakítása volt Metternich, Cyrano de Bergerac (Edmond Rostand azonos című drámájának főhőse), Lucifer (Madách Imre Az ember tragédiája drámai költeményéből), Hamlet, Tartuffe, Móka (Tamási Áron Énekes madár című darabjában), Biberach, Szatyin (Gorkij Éjjeli menedékhelyében), Szakhmáry Zoltán (Móricz Zsigmond Úri murijának főhőse), Kossuth Lajos (Illyés Gyula Fáklyalángjában), az ostoba Li (Bánffy Miklós darabjában), Cațavencu (Caragiale-darabban), Mamlock (Wolf-darabban), Manole Crudu (Lovinescu Egy művész halála című drámájában). Számos román filmalkotás főszereplője. Munkásságát kétszeres Állami Díj és „a nép művésze” címmel jutalmazták.
Színházi irodalmunkat tollal is szolgálta. 1957-ben mutatta be a Székely Színház Eugen Mireával közösen írt Az utolsó vonat című színművét. A nemzeti előítéletek ellen küzdő dráma tematikai erényeit, dramaturgiai megoldásait üdvözölte a kritika, de mindez nem feledtette a túlzó melodramatikus helyzeteket. Egy 23 szavalatát rögzítő Electrecord verslemeze A kor falára címmel 1975-ben jelent meg; erről Sütő András értékelése szerint „a kornak irtózatos fémdörejében is hallható még az örök humánum hangja.”

## Emlékezete
Az Erdélyi Magyar Közművelődési Egyesület 1992-ben egy róla elnevezett díjat alapított a kiemelkedő teljesítményt elérő színészek, vagy szakmailag is nagy jelentőségű évfordulóhoz érkező előadóművészek számára.